# Candeeiro
Um candeeiro (português europeu) ou luminária (português brasileiro) é um dispositivo que serve para distribuir, filtrar ou transformar a luz. Geralmente é coberto por um abajur para impedir que o utente enxergue a luz diretamente da lâmpada, mas podem possuir diversos tamanhos e formas tendo em conta o espaço que visam iluminar.
Petromax é um candeeiro de petróleo usado na iluminação pública, doméstica e na pesca ao candeio.

## Tipos

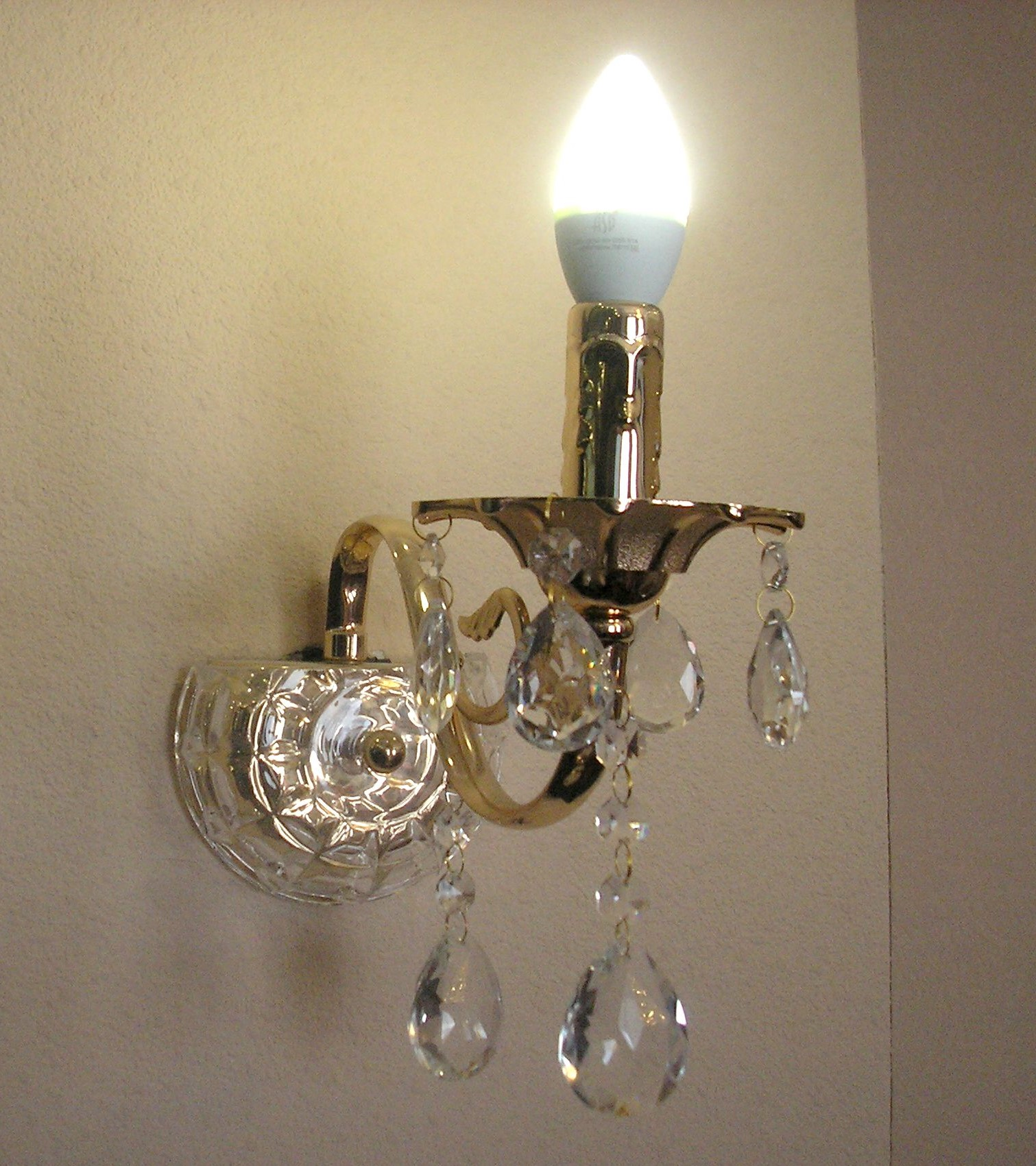
Luz de parede

Pela sua forma, podem-se classificar como:
- Candeeiros de pé, que se apoiam no chão
- Candeeiros de mesa, que se colocam sobre mesas
- Candeeiros de teto, que se fixam ao teto